# Sariyer SK
El Sariyer SK es un equipo de fútbol de Turquía que juega en la TFF Primera División, la segunda categoría de fútbol en el país.

## Historia
Fue fundado en el año 1940 en el poblado de Sariyer en la capital Estambul y en su historial cuenta con más de 10 temporadas en la Superliga de Turquía, principalmente participó en la máxima categoría del fútbol turco en la década de los años 1980 en donde permaneció durante 12 temporadas consecutivas, jugando su temporada más reciente en la liga en 1996/97 en la que descendió por solo dos puntos de diferencia de la salvación de la categoría.
El mayor logro del club ha sido internacional, al ganar la copa de los Balcanes en la edición de 1991/92 tras vencer en la final al Otelul Galati de Rumanía.

## Palmarés
- Copa de los Balcanes: 1

1991/92